# Johann Peter Krafft
Johann Peter Krafft (Hanau, 15 settembre 1780 – Vienna, 28 ottobre 1856) è stato un pittore e insegnante tedesco naturalizzato austriaco, noto per i ritratti, le opere storiche e di genere.

## Biografia
Suo padre era un pittore di smalti, originario di una famiglia di commercianti vinicoli dell'Alsazia. Anche suo fratello, Joseph Krafft (1786-1828), divenne un pittore di ritratti in miniatura. All'età di dieci anni, Krafft frequentava già una scuola per il disegno.
Nel 1799, lui e sua sorella furono mandati a vivere con una zia a Vienna, dove si iscrisse immediatamente all'Accademia di Belle Arti, dove studiò pittura storica con Heinrich Friedrich Füger.

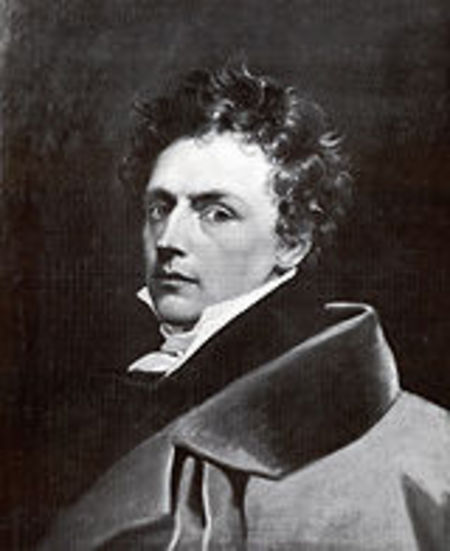
Autoritratto del 1820 all'incirca (Ufficio Federale dei Monumenti).

Nel 1802, si recò a Parigi con Veit Hanns Schnorr von Carolsfeld per continuare gli studi. Lì, conobbe Jacques-Louis David e François Gérard, che ebbero una grande influenza sul suo stile.
Krafft tornò a Vienna nel 1805, dove si affermò come ritrattista. Dal 1808 al 1809, intraprese un viaggio di studio in Italia, e a Roma, in particolare, divenne membro dell'Accademia di San Luca nel 1813. Due anni dopo, sposò Juliana Preisinger e tre dei loro figli divennero pittori: Marie (1812–1885), Albrecht (1816–1847) e Julie (1821–1903). Fu nominato professore all'Accademia nel 1823.
Nel 1828, fu nominato direttore della Galleria del Belvedere, posizione che mantenne fino alla morte. Divenne consigliere accademico nel 1835. Negli anni successivi, viaggiò a Monaco, Dresda e Venezia, dove acquistò 80 opere per il museo. Fu anche impiegato come esperto nella conservazione dei monumenti, lavorando al castello di Karlštejn, al castello di Schönbrunn e alla chiesa dei Gesuiti.
Krafft morì il 20 ottobre 1856, venendo sepolto nel cimitero centrale di Vienna. Nel 1885 una strada nel quartiere Leopoldstadt della città gli fu intitolata.

## Galleria d'immagini
Una visione paarziale delle sue opere:

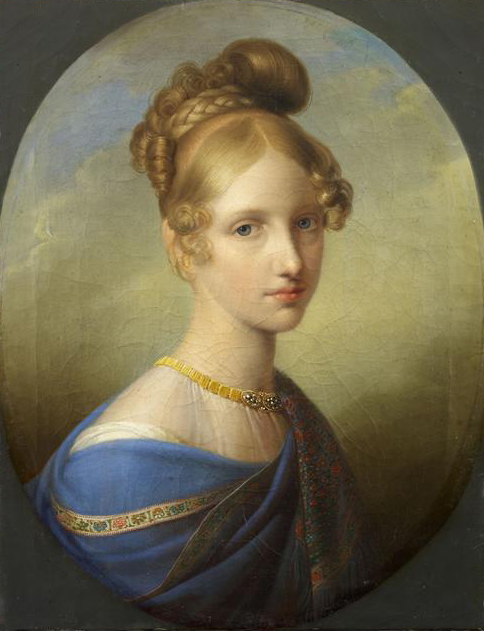
L'Arciduchessa Clementina d'Asburgo-Salerno (1815).
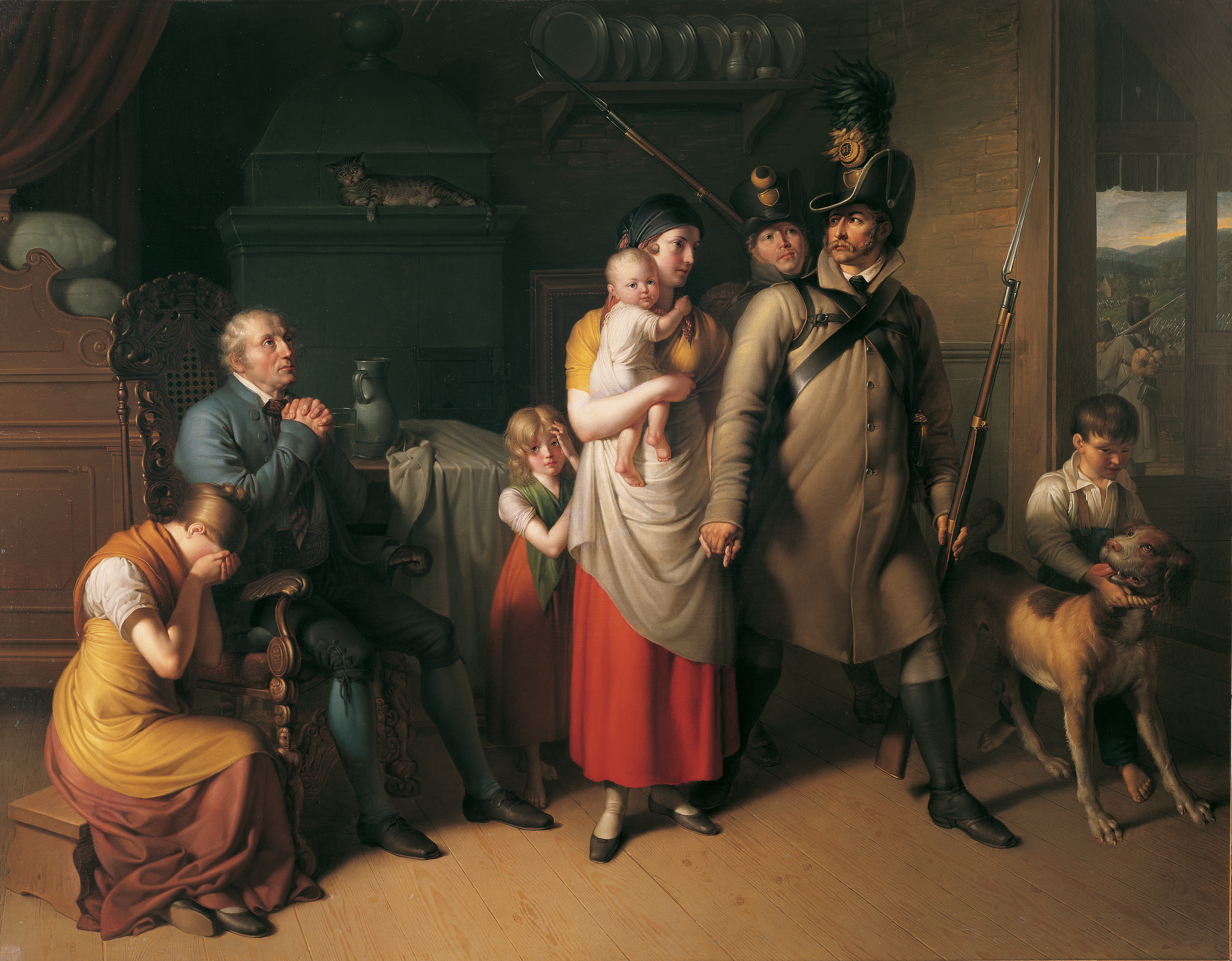
La partenza del Miliziano (1813).
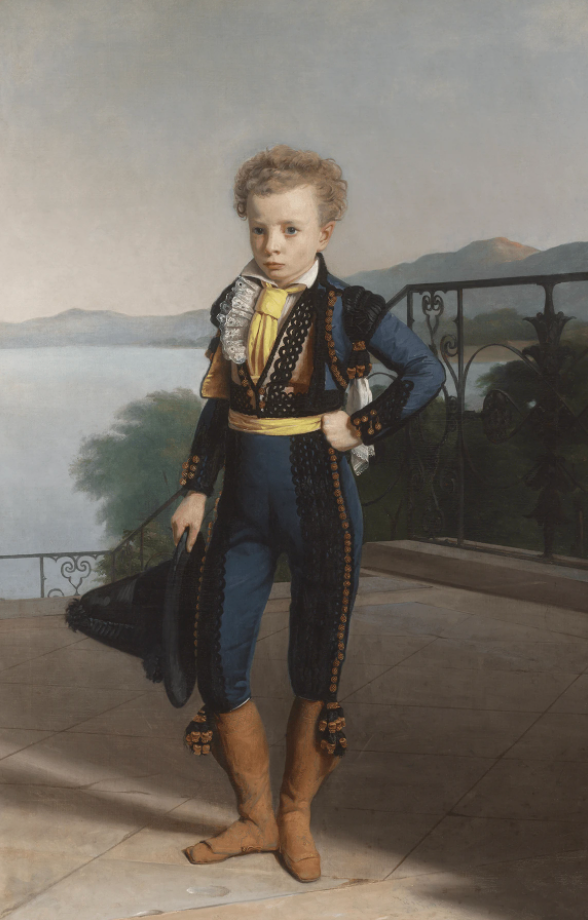
Ritratto di Napoleone II (1818; in una collezione privata).
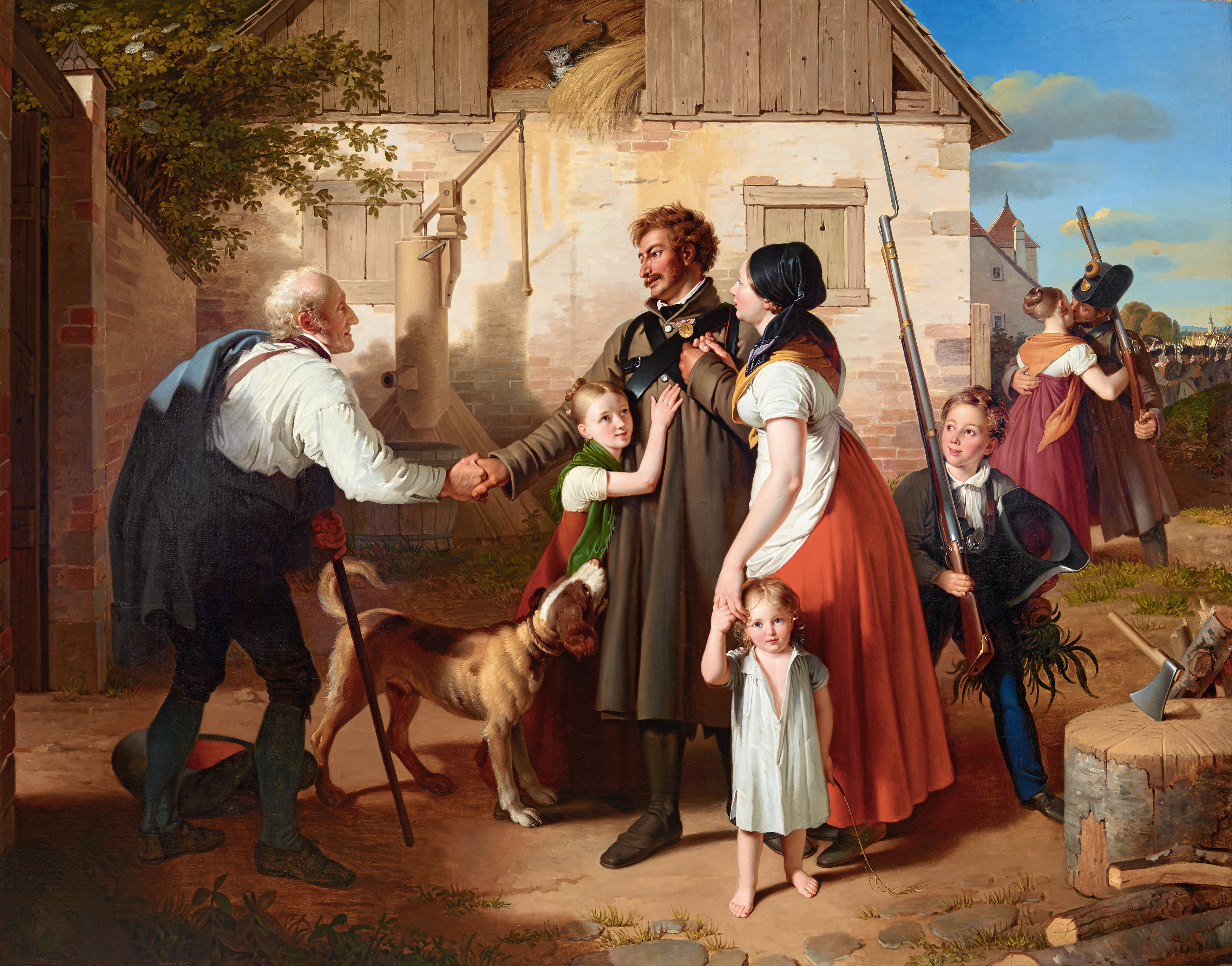
Il ritorno a casa del Miliziano (1820).
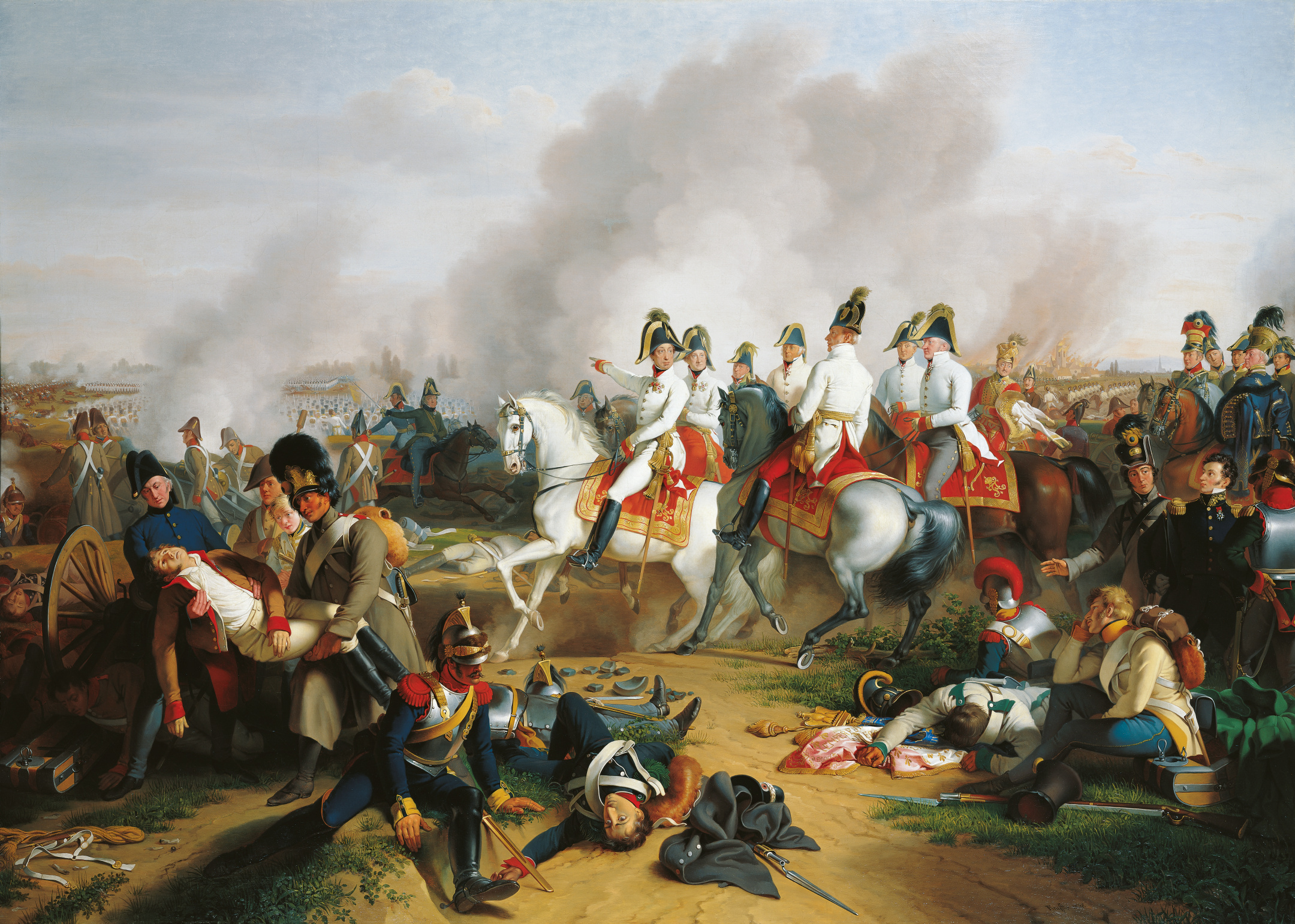
La battaglia di Aspern Essling (1820).
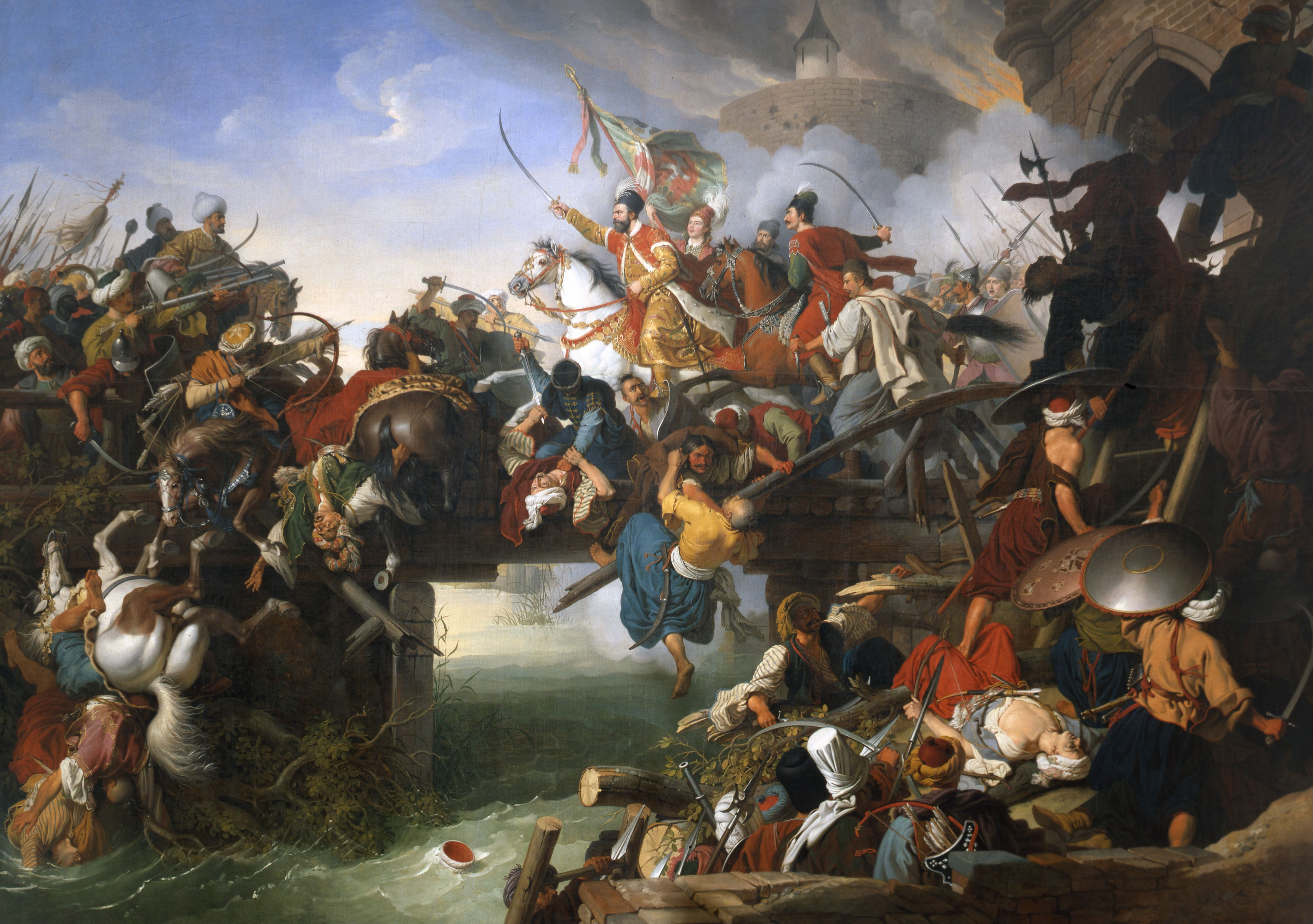
La battaglia di Szigetvár (1825).
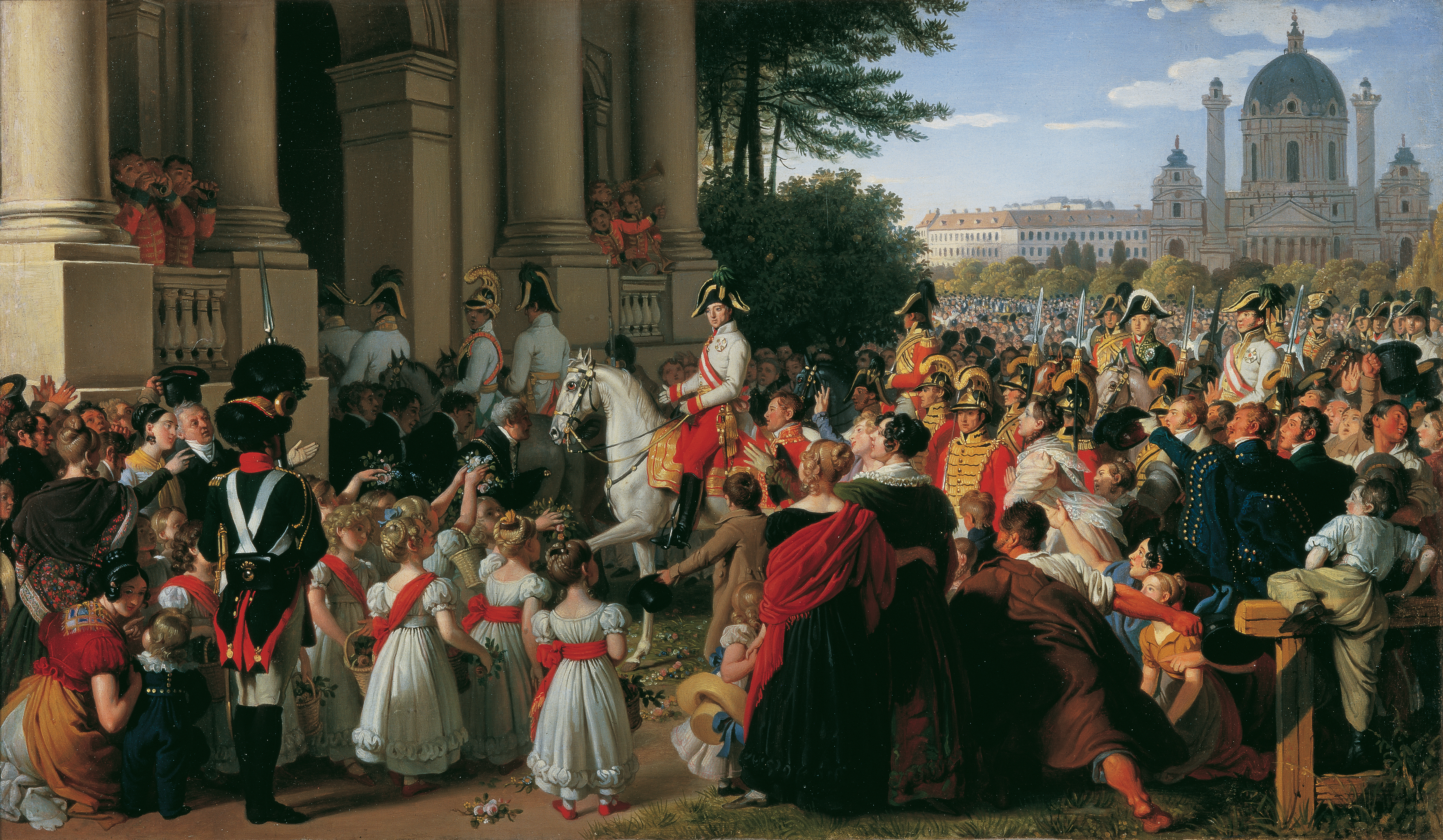
L'ingresso dell'imperatore Francesco I a Vienna dopo la pace di Parigi del 16 giugno 1814 (1828 circa).
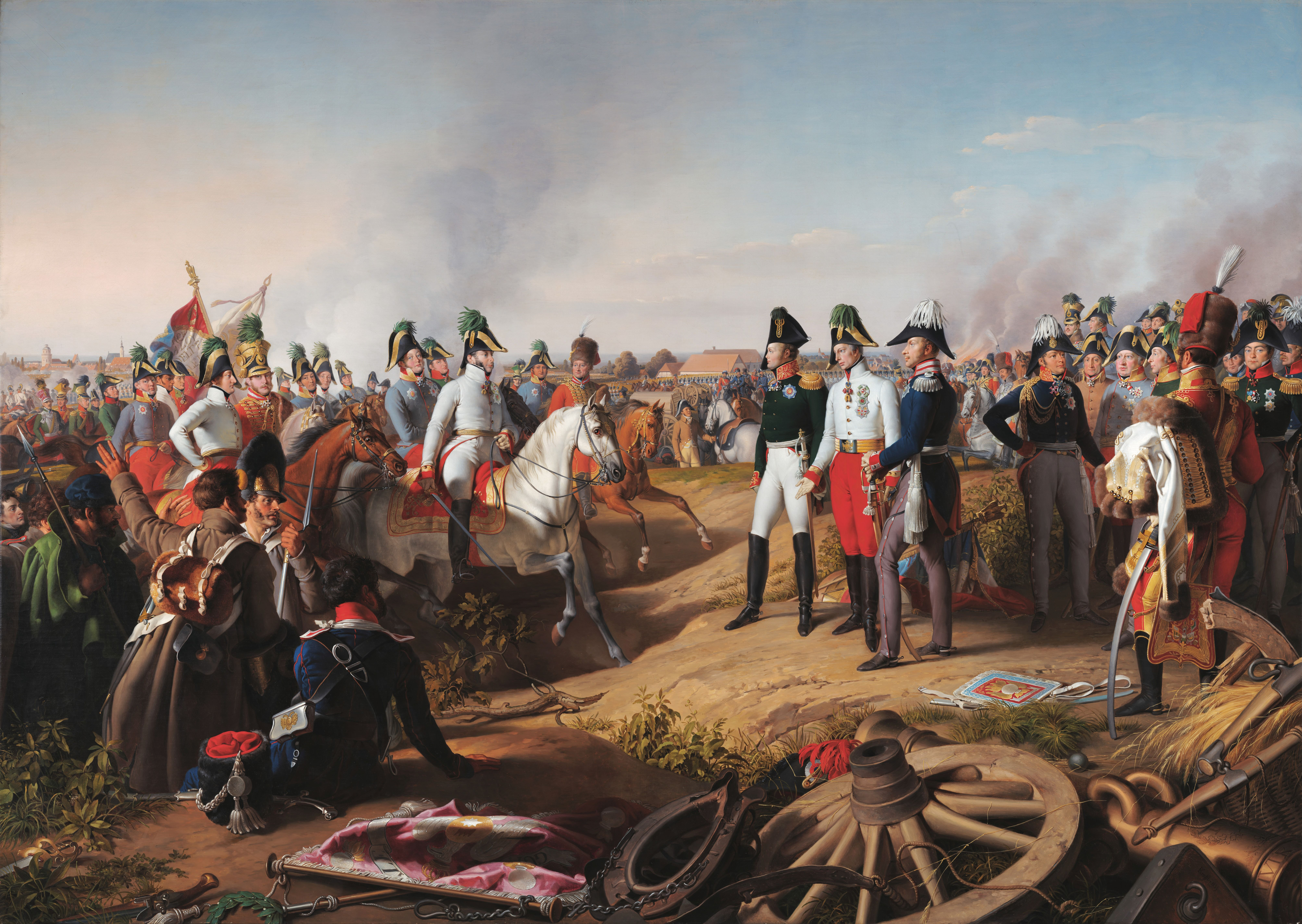
La dichiarazione di vittoria dopo la battaglia di Lipsia (1839).
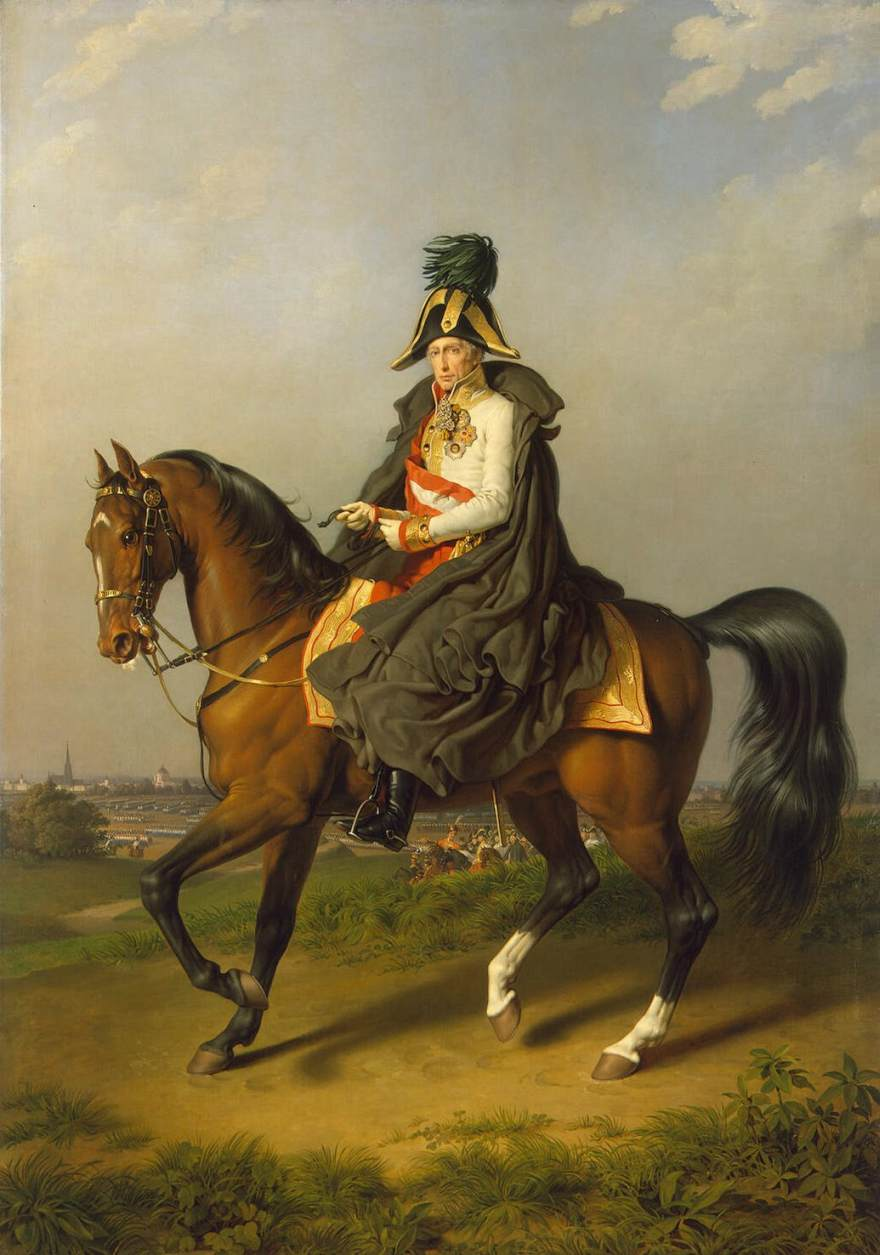
Ritratto equestre di Franz I.